# Felix Neureuther
Felix Neureuther (Múnich, 26 de marzo de 1984) es un deportista alemán que compitió en esquí alpino.

## Trayectoria
Es hijo de los esquiadores Christian Neureuther y Rosi Mittermaier, y esposo de la biatleta Miriam Gössner.
Ganó cinco medallas en el Campeonato Mundial de Esquí Alpino, en los años 2005 y 2017. En la Copa del Mundo consiguió trece victorias y 47 podios en total.
Participó en tres Juegos Olímpicos de Invierno, entre los años 2006 y 2014, ocupando el octavo lugar en Vancouver 2010 y en Sochi 2014, en la prueba de eslalon.
Se retiró de la competición en 2019. Posteriormente, trabajó como comentador deportivo en las cadenas ARD y Eurosport.

## Palmarés internacional
| Campeonato Mundial | Campeonato Mundial                 | Campeonato Mundial | Campeonato Mundial |
| Año                | Lugar                              | Medalla            | Prueba             |
| ------------------ | ---------------------------------- | ------------------ | ------------------ |
| 2005               | Bormio (Italia)                    | Medalla de oro     | Equipo mixto       |
| 2013               | Schladming (Austria)               | Medalla de plata   | Eslalon            |
| 2013               | Schladming (Austria)               | Medalla de bronce  | Equipo mixto       |
| 2015               | Vail/Beaver Creek (Estados Unidos) | Medalla de bronce  | Eslalon            |
| 2017               | Sankt Moritz (Suiza)               | Medalla de bronce  | Eslalon            |